# Cajueiro de Pirangi

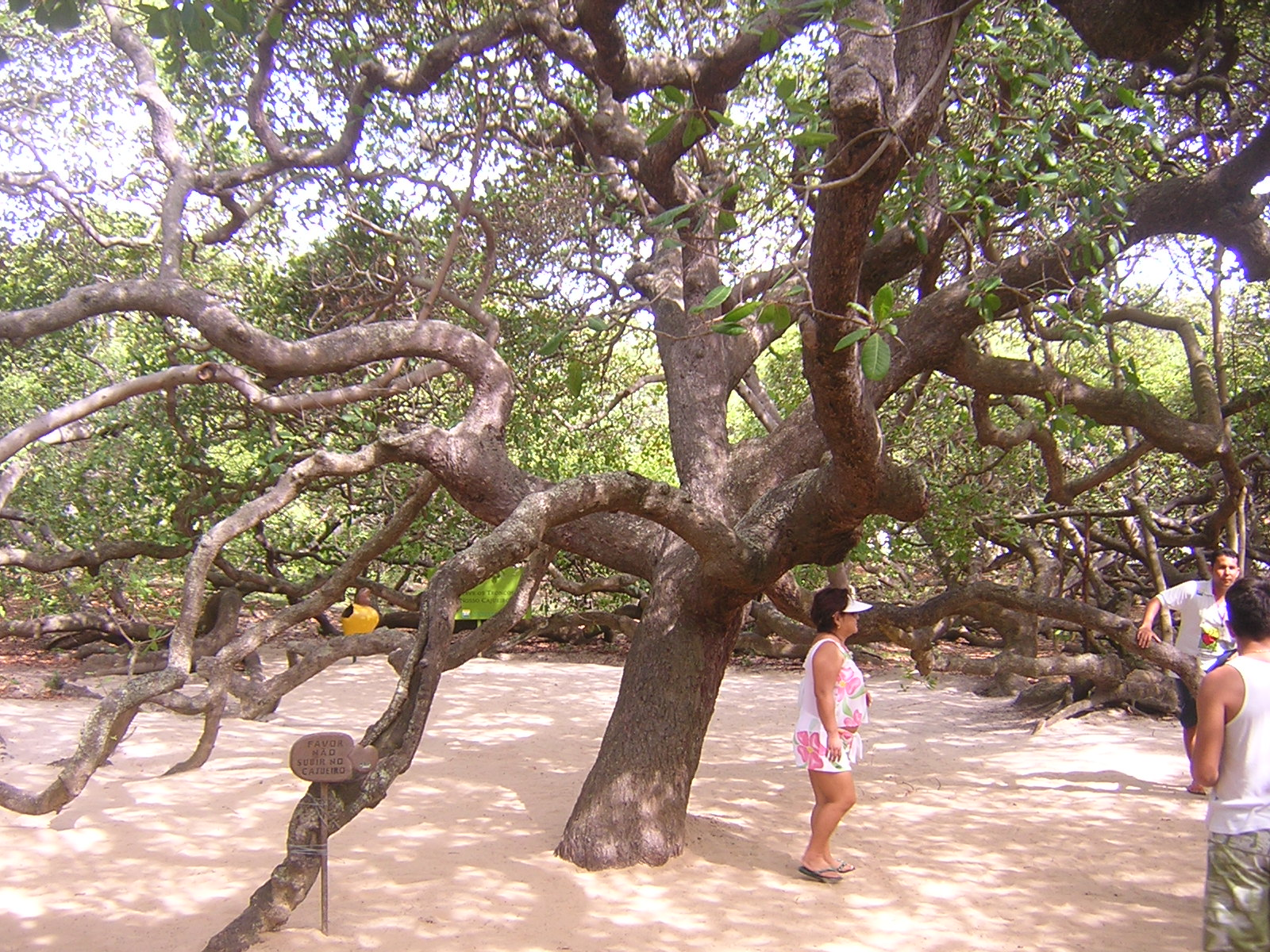
Hauptstamm

Der Cajueiro de Pirangi, deutsch Cashew- oder Kaschubaum von Pirangi (betitelt als  portugiesisch maior cajueiro do mundo bzw. größter Cashewbaum der Welt), steht im Stadtteil Pirangi do Norte in der Stadt Parnamirim, etwa 25 Kilometer südlich von Natal, der Hauptstadt des brasilianischen Bundesstaates Rio Grande do Norte.
Der Baum war als größter Cashewbaum der Welt anerkannt und steht als solcher im Guinness-Buch der Rekorde (Ausgabe 1994). Diesen Rang hat ihm der Cajueiro Rei do Piauí (Königscashew von Piauí) abgelaufen.
Der Kaschubaum gehört zur Art der Anacardium occidentale aus der Familie der Anacardiaceae. Im Gegensatz zu normalen Bäumen weist dieses Exemplar eine genetische Anomalie auf. Die Äste wachsen nicht nach oben, sondern zur Seite. Durch ihr eigenes Gewicht neigen sie sich mit wachsender Länge dem Boden zu und bilden, wenn sie den Boden berühren, neue Wurzeln aus, die ein bis zwei Meter in die Erde reichen. Dadurch werden die Äste wieder zu neuen Stämmen, die ihrerseits weitere Äste ausbilden, so dass der Baum immer weiterwächst. Es scheint, als handele es sich um mehrere Bäume, aber es ist letztlich nur ein einziger. Die Wurzeln des Hauptstamms reichen rund 20–25 m in die Erde. Der Baum umfasst heute eine Fläche von rund 8500 m², bei einem Umfang von 500 m. Das ist in etwa die Oberfläche von 70 normalen Cashewbäumen. Das Alter des Baums wird auf 110–115 Jahre geschätzt. Bei weiterem ungehinderten Wachstum nehmen Biologen an, dass der Baum sich bis zu einer Fläche von 30.000–40.000 m² ausbreiten könnte. Das Wachstum ist aber schon seit Jahren durch umliegende Straßen begrenzt. In der Erntezeit von November bis Januar trägt der Baum rund 70.000–80.000 Cashewfrüchte (2,5 Tonnen).  
Er stellt eine der Hauptattraktionen der Region um Natal dar. Neben dem Baum haben Händler zahlreiche Touristenläden errichtet, wo sie Cashewkerne und andere Souvenirs zum Kauf anbieten. Darüber hinaus gibt es einen rund 25 m hohen Aussichtsturm, von dem aus man den Cashewbaum überblicken kann.

## Fotogalerie

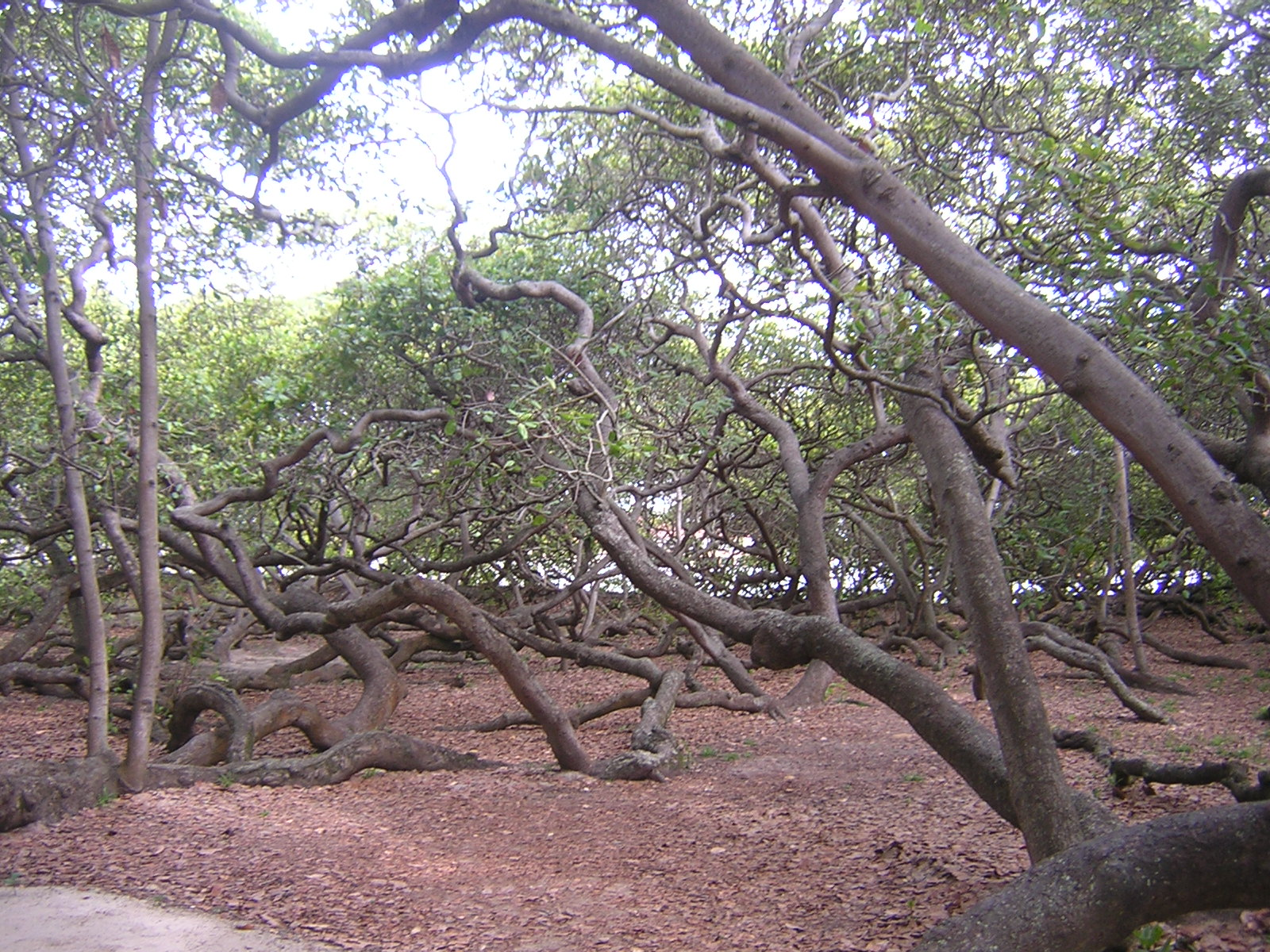
Äste des Baums bilden neue Wurzeln
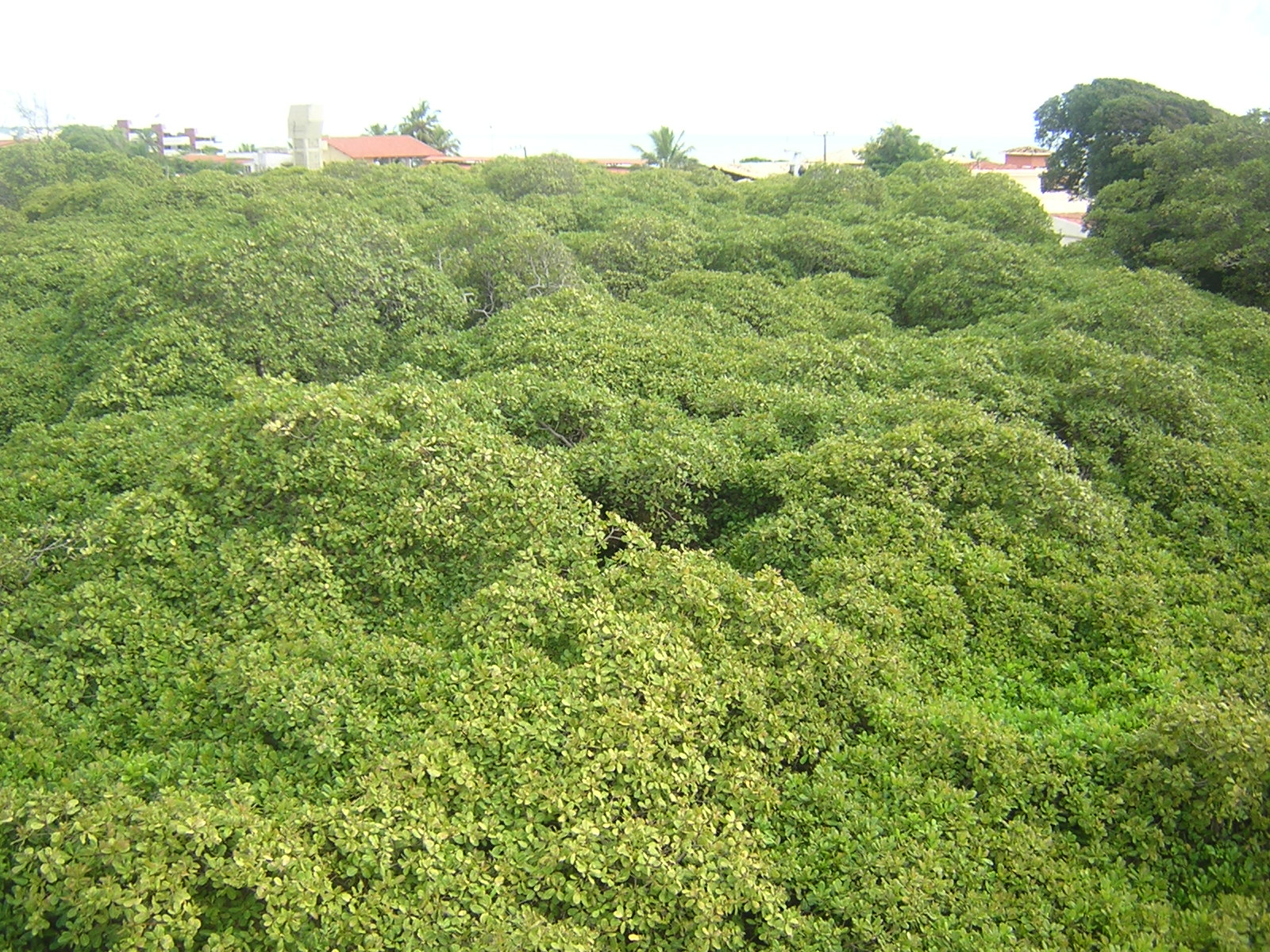
Panoramasicht der 8500-m²-Baumkrone
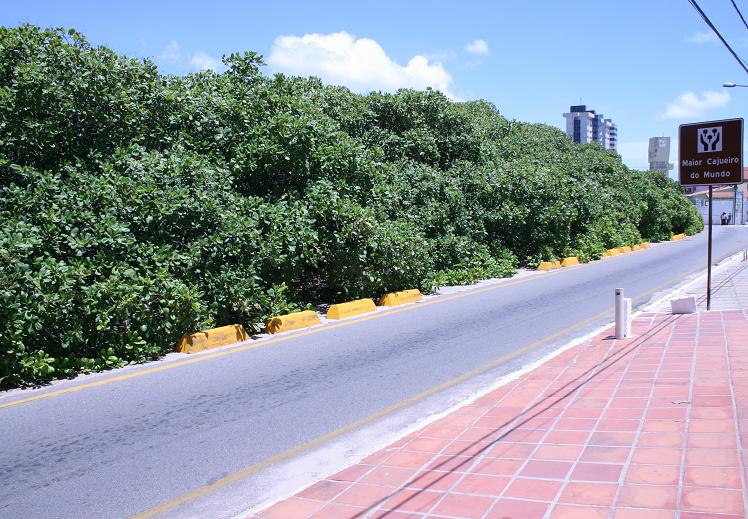
Überwucherung der Rota do Sol